# キャメルバック式蒸気機関車
キャメルバック式蒸気機関車は、アメリカ合衆国で開発・使用された、前方視界を改善するためにボイラーに運転台がまたがるような形態にされた蒸気機関車である。

## 概要
キャメルバック式蒸気機関車の運転台は、車体の中央部に、ボイラーにまたがる形で置かれている。これは、機関士の前方視界を確保するためである。キャメルバック式蒸気機関車は、幅の広いウーテン式火室(Wootten firebox、表記ゆれで「ウッテン」とも)を実用化するために考えられた。最初のキャメルバック機関車が作られた1877年当時はまだ従輪で火室を支えるという発想がなく横幅が動輪間より大きいウーテン式火室は動輪の上に置くしかなかったため、かなり高い位置に幅のある火室がある事によって普通の蒸気機関車の運転台配置だと、機関士は前方を十分に確認することができなかったためである。アメリカ合衆国国外には存在しなかった形式であるが、唯一ベルギーに似た形式の機関車が存在した。ちなみに、「キャメルバック」とは「ラクダの背中」という意味で、「マザー・ハバード」や「センターキャブ（中央運転台）機関車」などと呼ばれることもあった。極めて初期のものは「マッドディガーズ（泥を掘り起こす物）」と呼ばれた。

## 開発に到った経緯
ウーテン式火室の開発者は、ジョン・E・ウーテン(John E. Wootten)である。ウーテンは、1866年からフィラデルフィア・レディング鉄道(Philadelphia and Reading Railroad)の動力車部門の最高責任者の地位にあった。1876年からは総支配人となった（この鉄道は、のちにレディング鉄道と呼ばれるようになった）。
ウーテン式火室は、細かく砕かれた無煙炭を燃やすのに適している。この無煙炭は下等無煙炭や無煙炭廃棄物とも呼ばれ、この機関車が登場する以前は、商業的に価値がなく、値段も非常に安かった。
ウーテンは、積み上げられた無煙炭の山を見て考えた。もしこの無煙炭をうまく燃やすことができる火室を作ることができたら、どんなに良いだろう。無煙炭は有り余っているのだし、値段も非常に安いのだから。そして、いくつかの実験を経てウーテンは、広くて大きな火室を用いて、投炭された石炭の層を薄くし、穏やかな通風でゆっくり燃焼させるのが最良の方法であると結論を出した。
当時の蒸気機関車の火室は、左右に二つある台枠の間に収めるために細くて奥行き方向に長い形をしていた（火室を従輪で支える方法は、まだ開発されていなかった）。そこでウーテンは、必要とされる巨大な火室を、動輪の真上に置いた。ところが、ここで問題が起きた。ウーテン式火室はたいへん大きく運転台を今までの位置に置くと前が見えず、かといって火室より上（つまりすでに高い位置にあるウーテン式火室基準の高さで後部にさらに高い運転台を作る）にキャブを置くと車両限界を超えてしまう。
それを解決するために、キャメルバック式蒸気機関車では、機関士が乗務する運転台はボイラーをまたぐ形（屋根高さは以前とさほど変わらない）で置かれた。一方、石炭をくべる機関助士は、ボイラーの後部にほとんどむき出しの状態で乗務することになった。
また、低質な無煙炭を大量に投炭して燃焼させると、不純物が溶解してクリンカーを形成して火格子の目が詰まり火室内の通気を悪化させるため、ウーテン式火室を備えた機関車では、火格子を常時揺すって灰分を強制的に灰箱へ落下させる、動力火格子装置を搭載する必要があった。

## 実用化
最初に作られたキャメルバック式蒸気機関車は 4-6-0 型の408号で、1877年1月に、フィラデルフィア・レディング鉄道直営のレディング・ペンシルベニア工場で作られた。結果は成功だった。燃料にかかる費用を年間2000ドル節約できた。現在の（訳注：2005年の）貨幣価値で換算すると、約30000ドルにあたる。
その後、無煙炭を産出する地方のさまざまな鉄道でキャメルバック機関車は作られた。それ以外の地方でも作られたし、4-6-0以外の車軸配置のものも作られ、最も大きなものは間接式の構造を持ち、車輪配置は0-8-8-0であった（一番上の写真を参照）。他にも1983年ボールドウィンが11両つくった車輪配置2-4-2（コロンビア）の機関車はウーテン式火室を動輪上ではなく従輪で受けることで火室の位置を低くして燃焼効率を改善することに成功した。

## 問題
ウーテン式火室のついた蒸気機関車は、調子が良く馬力があった。無煙炭はほとんど煙を出さないから、旅客列車を引くのにも適しており、多くのキャメルバックが旅客用に使用された。ところが、ここで安全上の問題が起こってくる。
キャメルバックは、乗務員にとってはあまり安全な機関車とは言えなかったのだ。運転台はちょうどサイドロッドの真上に位置しているので、もしロッドまわりで何か問題が生じ、破損するような事故が起こったら、破損した部品などが機関士のところへ飛んでくるかもしれない。機関助士は機関助士で、保護してくれる壁も何も無く、ボイラーの後部でむき出しの状態でいなくてはならない。
1927年、州際通商委員会はキャメルバック型蒸気機関車の製造を禁止した（すでに計画済みのものの増備は例外的に認められた）。その後、たくさんのキャメルバックが、普通型の機関車に改造された。従輪でウーテン式火室を低い位置に置けば通常のキャブでもある程度は視界が確保でき、さらに米国では動力でボイラーに給炭する装置（ストーカーと呼ばれる）が開発され、このストーカーを収めるために運転台やテンダーの床の位置が高くなり、機関士は大きな火室越しにでも前方視界を確保できるようになったことも理由のひとつである。
もっとも、改造工事を実施せずにそのまま使用され続けたキャメルバックも少なくなく、この特異な形状をした機関車は1953年までアメリカの鉄路上で現役を保っていた。

## 保存機
約3000台のキャメルバックが作られたが、現在でも保存されているのは3台だけである。
- セントラル・レールロード・オブ・ニュージャージーの 4-4-2 型が、メリーランド州ボルチモアにあるボルチモア・アンド・オハイオ鉄道博物館にある。
- デラウェア・ラッカワナ・アンド・ウェスタン鉄道の 4-4-0 型が ミズーリ州セントルイスのアメリカ交通博物館(National Transportation Museum)にある。
- レディング鉄道の 0-4-0 型が、ペンシルベニア州ストラスバーグのペンシルベニア鉄道博物館(Railroad Museum of Pennsylvania in Strasburg)にある。

## 保有鉄道会社
- アッチソン・トピカ・アンド・サンタフェ鉄道
- ボルチモア・アンド・オハイオ鉄道
- セントラル・レールロード・オブ・ニュージャージー
- シカゴ・アンド・イースタン・イリノイ鉄道（英語版）
- シカゴ・アンド・インディアナ・コール鉄道（英語版）
- デラウェア・アンド・ハドソン鉄道
- デラウェア・ラッカワナ・アンド・ウェスタン鉄道
- エリー鉄道
- リーハイ・アンド・ハドソン・リバー鉄道（英語版）
- リーハイ・アンド・ニューイングランド鉄道（英語版）
- リーハイ・バレー鉄道
- ロングアイランド鉄道
- メイン・セントラル鉄道（英語版）
- ミズーリ-カンザス-テキサス鉄道（英語版）
- ナッシュビル・チャタヌーガ・アンド・セントルイス鉄道（英語版）
- ニューヨーク・オンタリオ・アンド・ウェエスタン鉄道（英語版）
- ニューヨーク・サスケハナ・アンド・ウェスタン鉄道（英語版）
- ペンシルバニア鉄道
- レディング鉄道
- スタテンアイランド鉄道
- サザン・パシフィック鉄道
- ユニオン・パシフィック鉄道
- ウィーリング・アンド・レイク・エリー鉄道（英語版）